# Liste der Kulturdenkmale in Mötzingen
In der Liste der Kulturdenkmale in Mötzingen sind Bau- und Kunstdenkmale der Gemeinde Mötzingen verzeichnet, die im „Verzeichnis der unbeweglichen Bau- und Kunstdenkmale und der zu prüfenden Objekte“ des Landesamts für Denkmalpflege Baden-Württemberg verzeichnet sind. Dieses Verzeichnis ist nicht öffentlich und kann nur bei „berechtigtem Interesse“ eingesehen werden. Die folgende Liste ist daher nicht vollständig.

## Kulturdenkmale der Gemeinde Mötzingen
Bau-, Kunst- und Kulturdenkmale der Gemeinde Mötzingen:
| Bild | Bezeichnung                                                                     | Lage                                                           | Datierung                      | Beschreibung                          | ID |
| ---- | ------------------------------------------------------------------------------- | -------------------------------------------------------------- | ------------------------------ | ------------------------------------- | -- |
|      | Gasthof Krone mit rückwärtigem Wohnhausanbau                                    | Mötzingen, Bondorfer Straße 1 und 1/5 (Karte)                  | im Kern Ende 16. Jahrhundert   | Geschützt nach § 2 DSchG              | BW |
|      | Nebengebäude, wohl zum Gasthof Krone gehörend                                   | Mötzingen, Bondorfer Straße 1/1 (Karte)                        | im Kern 16./17. Jahrhundert    | Erhaltenswertes Gebäude               | BW |
|      | Wohnstallhaus Bondorfer Straße 3/1                                              | Mötzingen, Bondorfer Straße 3/1 (Karte)                        | im Kern 18./19. Jahrhundert    | Erhaltenswertes Gebäude               | BW |
|      | Bondorfer Straße nach Nordwesten                                                | Mötzingen (Karte)                                              |                                | Erhaltenswerte historische Straße     | BW |
|      | Gasthaus zum Lamm                                                               | Mötzingen, Brühlstraße 19 (Karte)                              | 19. Jahrhundert                | Erhaltenswertes Gebäude               | BW |
|      | Wohnstallhaus Im Steig 2                                                        | Mötzingen, Im Steig 2 (Karte)                                  | im Kern 17. Jahrhundert        | Erhaltenswertes Gebäude               | BW |
|      | Gusseiserner Pumpbrunnen Im Steig vor 3                                         | Mötzingen, Im Steig vor 3 (Karte)                              | Spätes 19. Jahrhundert         | Geschützt nach § 2 DSchG              | BW |
|      | Gehöft Im tiefen Gässle 5                                                       | Mötzingen, Im tiefen Gässle 5 (Karte)                          | 19. Jahrhundert                | Erhaltenswertes Gebäude               | BW |
|      | Gusseiserner Pumpbrunnen Im tiefen Gässle vor 12a                               | Mötzingen, Im tiefen Gässle vor 12a (Karte)                    | Spätes 19. Jahrhundert         | Geschützt nach § 2 DSchG              | BW |
|      | Wohnstallhaus Im tiefen Gässle 19                                               | Mötzingen, Im tiefen Gässle 19 (Karte)                         | im Kern 18. Jahrhundert        | Erhaltenswertes Gebäude               | BW |
|      | Gusseiserner Pumpbrunnen Iselshauser Straße – Im Steig                          | Mötzingen, Iselshauser Straße – Im Steig (Karte)               | Spätes 19. Jahrhundert         | Geschützt nach § 2 DSchG              | BW |
|      | Scheune Iselshauser Straße 5                                                    | Mötzingen, Iselshauser Straße 5 (Karte)                        | 18./19. Jahrhundert            | Erhaltenswertes Gebäude               | BW |
|      | Wohnstallhaus Iselshauser Straße 7                                              | Mötzingen, Iselshauser Straße 7 (Karte)                        | 19. Jahrhundert                | Erhaltenswertes Gebäude               | BW |
|      | Gruppe von Wohn(stall)häusern Iselshauser Straße 19 – 21 – 23                   | Mötzingen, Iselshauser Straße 19 – 21 – 23 (Karte)             | 19. und frühes 20. Jahrhundert | Erhaltenswertes Gebäude               | BW |
|      | Der Zehntscheune vorgelagertes Wohnhaus Kirchstraße 2                           | Mötzingen, Kirchstraße 2 (Karte)                               | im Kern 18. /19. Jahrhundert   | Erhaltenswertes Gebäude               | BW |
|      | Gasthaus zum Hirsch                                                             | Mötzingen, Kirchstraße 3 (Karte)                               | 19. Jahrhundert                | Erhaltenswertes Gebäude               | BW |
|      | Ehemalige Zehntscheuer (4b) mit Stall (4a) und Hofmauer Kirchstraße 4 a und 4 b | Mötzingen, Kirchstraße 4 a und 4 b (Karte)                     | Frühes 18. Jahrhundert         | Geschützt nach § 2 DSchG              | BW |
|      | Wohnhaus Kirchstraße 5                                                          | Mötzingen, Kirchstraße 5 (Karte)                               | 19. Jahrhundert                | Erhaltenswertes Gebäude               | BW |
|      | Pfarrhof Kirchstraße 6, 6a und 6/1                                              | Mötzingen, Kirchstraße 6, 6a und 6/1 (Karte)                   | Frühes 18. Jahrhundert         | Geschützt nach § 2 DSchG              | BW |
|      | Altes Rathaus Kirchstraße 11                                                    | Mötzingen, Kirchstraße 11 (Karte)                              | 1745–46                        | Geschützt nach § 2 DSchG              | BW |
|      | Wohnstallhaus Kirchstraße 23                                                    | Mötzingen, Kirchstraße 23 (Karte)                              | Ende 17. Jahrhundert           | Geschützt nach § 2 DSchG              | BW |
|      | Wohnstallhaus Kirchstraße 27                                                    | Mötzingen, Kirchstraße 27 (Karte)                              | im Kern 16./17. Jahrhundert    | Erhaltenswertes Gebäude               | BW |
|      | Kirchstraße                                                                     | Mötzingen (Karte)                                              |                                | Erhaltenswerte historische Straße     | BW |
|      | Einhaus Nagolder Straße 7                                                       | Mötzingen, Nagolder Straße 7 (Karte)                           | 17. Jahrhundert                | Geschützt nach § 2 DSchG              | BW |
|      | Ev. Gemeindehaus                                                                | Mötzingen, Öschelbronner Straße 2 (Karte)                      | 1950er Jahre                   | Erhaltenswerte historische Straße     | BW |
|      | Wohnstallhaus Öschelbronner Straße 5                                            | Mötzingen, Öschelbronner Straße 5 (Karte)                      | Frühes 17. Jahrhundert         | Geschützt nach § 2 DSchG              | BW |
|      | Öschelbronner Straße nach Osten                                                 | Mötzingen, Öschelbronner Straße nach Osten (Karte)             |                                | Erhaltenswerte historische Straße     | BW |
|      | Wohnhaus Schlossgartenstraße 4–6                                                | Mötzingen, Schlossgartenstraße 4–6 (Karte)                     | 18./19. Jahrhundert            | Erhaltenswertes Gebäude               | BW |
|      | Reste des Schlosses Schlossgartenstraße 7                                       | Mötzingen, Schlossgartenstraße 7 (Karte)                       | 1581–83                        | Geschützt nach § 28 DSchG             |    |
|      | Wohnstallhaus Schlossgartenstraße 8                                             | Mötzingen, Schlossgartenstraße 8 (Karte)                       | im Kern um 1700                | Erhaltenswertes Gebäude               | BW |
|      | Schlossgartenstraße nach Norden                                                 | Mötzingen (Karte)                                              |                                | Erhaltenswerte historische Straße     | BW |
|      | Schlossgarten                                                                   | Mötzingen (Karte)                                              |                                | Erhaltenswerte historische Grünanlage |    |
|      | Fachwerkbau Schulstraße 3                                                       | Mötzingen, Schulstraße 3 (Karte)                               | im Kern 17. Jahrhundert        | Erhaltenswertes Gebäude               | BW |
|      | Wohnhaus Schulstraße 10                                                         | Mötzingen, Schulstraße 10 (Karte)                              | 1909                           | Erhaltenswertes Gebäude               | BW |
|      | Schulstraße                                                                     | Mötzingen (Karte)                                              |                                | Erhaltenswerte historische Straße     | BW |
|      | Wohnstallhaus Vollmaringer Straße 3                                             | Mötzingen, Vollmaringer Straße 3 (Karte)                       | 19. Jahrhundert                | Erhaltenswertes Gebäude               | BW |
|      | Wohnstallhaus Vollmaringer Straße 5                                             | Mötzingen, Vollmaringer Straße 5 (Karte)                       | im Kern 17. Jahrhundert        | Erhaltenswertes Gebäude               | BW |
|      | Gusseiserner Pumpbrunnen Vollmaringer Straße – Ecke Im tiefen Gässle            | Mötzingen, Vollmaringer Straße – Ecke Im tiefen Gässle (Karte) | Spätes 19. Jahrhundert         | Geschützt nach § 2 DSchG              | BW |